# Kouoro
Kouoro è un comune rurale del Mali facente parte del circondario di Sikasso, nella regione omonima.
Il comune è composto da 6 nuclei abitati:
- Katierla
- Koumbala
- Kouoro
- Makono
- Sokourani
- Sougoula